# Słoń (film 2022)
Słoń – polski dramat filmowy z 2022 roku w reżyserii Kamila Krawczyckiego.
Film opowiada historię Bartka, który zakochuje się w synu sąsiada, Dawidzie. Pod jego wpływem Bartek rozważa porzucenie domu rodzinnego i wyjazd z małej miejscowości na Podhalu. 

## Opis fabuły
22-letni Bartek prowadzi niewielkie gospodarstwo na Podhalu, które prowadzi po tym, jak jego ojciec porzucił rodzinę i wyjechał do USA, a matka z tego powodu załamała się i popadła w chorobę alkoholową. Bartek poznaje Dawida, starszego o dekadę syna sąsiadów, który przyjechał na wieś z powodu śmierci ojca. Piętnaście lat wcześniej Dawid wyprowadził się na Islandię, a jego schorowany ojciec pozostał w rodzinnym domu sam, bez opieki. Wyprowadzka Dawida wywołała wówczas w miejscowości skandal obyczajowy. Bartek zakochuje się w Dawidzie, a zauroczenie chłopakiem, jego beztroską i wolnościowym podejściem do życia prowokuje go do refleksji nad tym, czy sam jest gotowy na wyjazd ze wsi.

## Produkcja
Film powstał dzięki dofinansowaniu z Polskiego Instytutu Sztuki Filmowej. Był kręcony w Pieninach oraz pod Warszawą.

## Obsada
- Jan Hrynkiewicz – Bartek
- Paweł Tomaszewski – Dawid
- Ewa Skibińska – matka Bartka

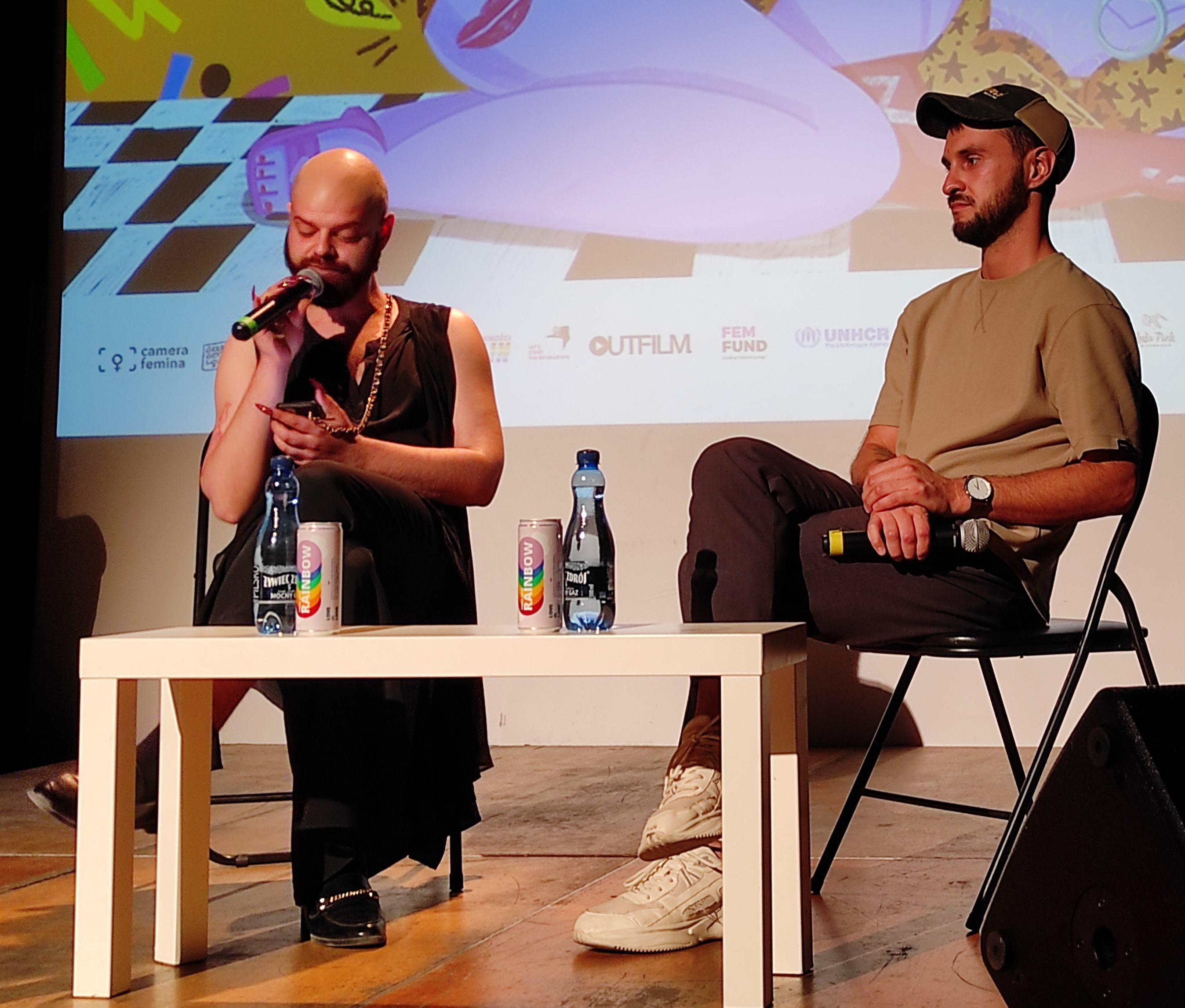
Kamil Krawczycki (po prawej) opowiada o filmie w ramach Festiwalu Queerz Get Loud vol. 4

- Ewa Kolasińska – Danuta, sąsiadka Bartka
- Wiktoria Filus – Daria, siostra Bartka
- Maciej Kosiacki – Daniel
- Michał Pawlik – Marcin
- Halina Jabłonowska – Janina, matka Danuty
- Bogusław Repelewicz – Paweł
- Ireneusz Pastuszak – ojciec Dawida
- Tomasz Zaród – kierownik karczmy
- Wojciech Skibiński – ojciec Daniela
- Aleksandra Piotrowska – Zuza

## Odbiór
Obraz spotkał się z pozytywny odbiorem krytyków. Został wyróżniony jako najlepszy film mikrobudżetowy na 47. Festiwalu Polskich Filmów Fabularnych w Gdyni. Za rolę Bartka Jan Hrynkiewicz otrzymał nominację do Nagrody im. Zbyszka Cybulskiego w 2022.